# Barbara Burnham
Barbara Burnham est une réalisatrice britannique. Elle commence sa carrière par des adaptations théâtrales pour les radios de la BBC de 1933 à 1945.
De 1945 à 1953 elle monte et produit des pièces de théâtre, avant de travailler pour la télévision, à partir de 1953.

## Adaptations
Pour l'émission BBC Play of the Month (La dramatique du mois, 1965-1972), elle adapte Girls in Uniform — traduction du 1er épisode de la saison 3, diffusé le 15 octobre 1967 — et Persuasion — adaptation en 4 épisodes du roman de Jane Austen, en noir et blanc (1960-1961) —, diffusés en direct le 30 décembre 1960, et les 6, 13 et 20 janvier 1961.

## Réalisations
Pour l'émission Saturday Playhouse  (15 épisodes d'une heure, en noir et blanc, 1958-1959), elle réalise The Cathedral, diffusé le 15 août 1959 et Pride and Prejudice — Orgueil et Préjugés (1958), 6 épisodes de 30 minutes, en noir et blanc et en direct, diffusés à partir du 24 janvier 1958.

## Sources
- « Barbara Burnham » (présentation), sur l'Internet Movie Database